# Metro van Kobe

De lijnen van de Metro van Kobe

De Metro van Kobe (神戸市営地下鉄, Kōbe shiei chikatetsu) is het metronetwerk van de stad Kobe. De treinen rijden tussen 5.30 uur 's morgens en middernacht. Er zijn geen nachttreinen. De frequentie varieert tussen 3 en 7,5 minuten op de Seishin-Yamate-lijn tijdens en tussen 6 en 10 minuten op de Kaigan-lijn.

## Geschiedenis
Begin jaren 70 werd besloten om in Kōbe een metrostelsel aan te leggen. In 1977 werd het eerste gedeelte van de Seishin-lijn (West-Kōbe-lijn) geopend en in 1983 het eerste gedeelte van de Yamate-lijn. De lijnen werden in 1993 samengevoegd, waarbij de Seishin-Yamate-lijn haar huidige vorm kreeg. De Kaigan-lijn werd in 2001 geopend. De Seishin-Yamate-lijn werd voor twee maanden gesloten na de verwoestende aardbeving van 1995 in Kōbe.

## Lijnen
| Kleur | Symbool | Naam                | Van/naar                                         | Afstand | Stations |
| ----- | ------- | ------------------- | ------------------------------------------------ | ------- | -------- |
|       |         | Seishin-Yamate-lijn | Tanigami (S01) - Seishin Chūō (S17)              | 22,7km  | 17       |
|       |         | Kaigan-lijn         | Sannomiya-Hanadokeimae (K01) - Shin-Nagata (K10) | 7,9 km  | 10       |

## Spoorwegmaterieel
- 1000-serie
- 2000-serie
- 3000-serie
- 5000-serie

Daarnaast zijn er tijdens de spitsuren enkele wagons gereserveerd voor enkel vrouwen.